# エリオ・ボンコンパーニ
エリオ・ボンコンパーニ（Elio Boncompagni, 1933年5月8日 - 2019年11月9日）は、イタリアの指揮者。

## 経歴
カプレーゼ・ミケランジェロに生まれる。フィレンツェのルイジ・ケルビーニ音楽院でヴァイオリンと作曲を学び、ローマの聖チェチーリア音楽院でフランコ・フェラーラに指揮法を学んだ。ミラノ・イタリア放送やヒルヴェルサム放送の主催する指揮者コンクールに入賞し、トゥリオ・セラフィンのアシスタントとして研鑽を積んだ。
ブリュッセルのモネ劇場、ストックホルムの王立歌劇場やナポリのサン・カルロ劇場の指揮者を務め、ウィーン国立歌劇場、ロンドン交響楽団、パリ国立オペラ、ベルリン・ドイツ・オペラやバイエルン国立歌劇場などに客演している。
1996年から2002年までアーヘン市立劇場およびアーヘン交響楽団の音楽監督を務めた。この任期中にガエタノ・ドニゼッティの『セバスティアーノ』のウィーン版や『ロアン家のマリア』といったオペラの蘇演を行った。
フィレンツェで死去。